# Права ЛГБТ+ особа у Словенији
| \| \| \| \| Застава Словеније \| Застава дугиних боја \| |                                                              |
| Положај Словеније                                        |                                                              |
| Законска регулатива                                      |                                                              |
| Легализација хомосексуалности                            | – мушка легална од 1977, женска никада није криминализована. |
| Родни идентитет                                          | - Не постоји закон о самоидентификацији                      |
| Антидискриминациони закони                               | - од 1998.                                                   |
| Узраст сексуалне сагласности                             | – од 1977.                                                   |
| Војна служба                                             | Да                                                           |
| Породична права                                          |                                                              |
| Брак                                                     | - од 2017.                                                   |
| Истополна заједница                                      | - од 2006.                                                   |
| Усвајање                                                 | - од 2011.                                                   |
| Ин витро фертилизација за лезбијке                       | Не                                                           |
| ЛГБТ+ у Словенији                                        |                                                              |
| Организације                                             |                                                              |
| Права                                                    |                                                              |
| Медији                                                   |                                                              |
| Догађаји                                                 |                                                              |
| Особе                                                    |                                                              |
| Значајна места                                           |                                                              |
| ЛГБТ+ портал                                             |                                                              |
| Застава Словеније                                        | Застава дугиних боја                                         |
| Застава Словеније                                        | Застава дугиних боја                                         |

Словенија се сматра најпрогресивинијом земљом средње Европе по питању права лезбијки, гејева, бисексуалних и трансродних особа. ЛГБТ покрет је активан у Словенији од 1984. године, када је основана секција Магнус при ШКУЦ-у. Феминистичка група, Лилит, која је подржавала лезбијска права, основана је 1985, а лезбијска секција у оквиру ШКУЦ-а, ЛЛ основана је 1987. Године 1990. Магнус и ЛЛ су основале националну геј и лезбијску групу, Роза клуб. Словенија признаје истополна партнерства и забрањује дискриминацију на основу сексуалне оријентације.
Закон о брачној једнакости ступа на снагу 4. 3. 2015, који је био препооручен од левичара, те парламент одобрава закон и статус се изједначује са статусом хетеросексуалних парова. У фебруару 2015, анкета је показала да 59% становиништва подржава истосполне бракове, а 38% усвајање од стране истосполних партнера. Црква је, заједно с коалицијом „За отроке гре” хтјела оборити закон референдумом, за којег су већ били прикупљени потписи. Након многобројних препирки државни збор је забранио расписивање референдума. Странке ЗЛ, ДеСУС, СД И ЗаАБ су били на страни новог закона; једнакост за све, без одлучивања већине о правима мањина.
Конзервативци су се обратили Уставном суду. Након пар месеци (22. 10. 2015), Уставни суд је упркос закону у којем се јасно наводи да већина не може одлучивати о правима мањине, тесном већином (5-4) донио одлуку да је референдум допуштен. Референдум је одржан 20. децембра 2015., а на њему је Закон о брачној једнакости срушен са 36,98% гласова за и 63,02% против.

## Декриминализација
Као и у другим државама бивше СФРЈ, истополни односи између мушкараца били су кажњавани од 1959. године. Променом устава, кривични закон долази у надлежност република и Словенија декриминализује хомосексуалност, 1976. (ступа на снагу 1977.) године. И ако под утицајем СФРЈ-а, Словенија је временом постала либералнија земља.

## Истополне заједнице
Словенија признаје истополне заједнице од 23. јула, 2006. године. Први закон, који је усвојен 2005. године покривао је само имовинска и нека наследна питања, као и право/обавезу на издржавање економски слабије стране и није гарантовао право наследства, социјално и здравствено осигурање,пензија, као ни родбински статус. 24. фебруара 2017. истополни бракови су дозвољени..

## Заштита од дискриминације
Словенија забрањује дискриминацију на основу сексуалне оријентације на радном месту од 1998. Словенија забрањује дискриминацију и на другим пољима и има један од најширих закона о забрани дискриминације у ЕУ.

## Став друштва
Према референдуму из 2015 (DEC.20) ЗА закон је гласало 36,98%, ПРОТИВ 63,02%. У Љубљани постоји развијена ЛГБТ сцена, са бројем клубова у којима се организују ЛГБТ журке. Од 2001. године у Љубљани се одржава парада поноса.

## Животни услови
| Истополна активност                                                                             | (од 1977) |
| Узраст сексуалне сагласности                                                                    | (од 1997) |
| Анти-дискриминациони закони у запошљавању                                                       | (од 1998) |
| Анти-дискриминациони закони о пружању добара и услуга                                           | (од 1998) |
| Анти-дискриминациони закони у сваком погледу (укључујући неизравну дискриминацију, говор мржње) | (од 1998) |
| Истополни бракови                                                                               | (од 2017) |
| Признавање истосполних парова                                                                   | (од 2006) |
| Признавање другог партнера као родитеља                                                         | (од 2011) |
| Заједничка усвајања од стране истополних парова                                                 | (Закон о брачној једнакости који је оборен референдумом (20.12.2015) би омогућио усвајајња од стране хомосексуалаца, како год, закон је пао на референдуму) |
| Право на слободно служење војног рока                                                           | Да |
| Законска промена пола                                                                           | Да |
| Мушкарци који имају секс с мушкарцем могу донирати крв                                          | Не |
| Сурогат                                                                                         | (Сурогат је забрањен за све особе) |